# Slunovrat

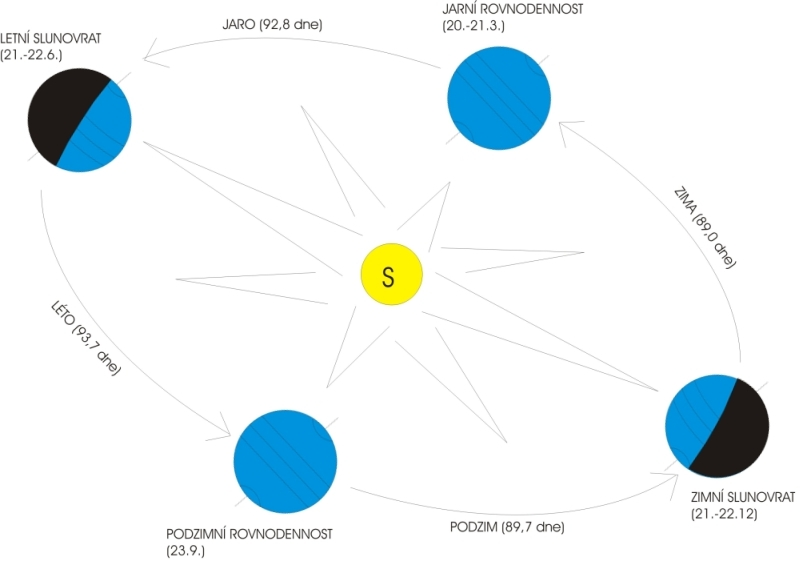
Období slunovratu

Slunovrat (latinsky solstitium) je astronomický termín pro okamžik, kdy Slunce má vůči světovému rovníku největší (v případě letního slunovratu) a nejmenší (v případě zimního) deklinaci. Letní slunovrat nastává na severní polokouli obvykle okolo 21. června a zimní 21. prosince, přičemž jejich přesný čas se může mírně měnit. Na jižní polokouli jsou data obráceně.
Kvůli náklonu zemské osy vůči rovině oběžné dráhy se v průběhu roku mění náklon Země vůči Slunci. Slunovraty jsou krajní body tohoto náklonu, kdy je Země nejvíc přikloněna severní nebo jižní polokoulí ke Slunci a úhel naklonění se začne měnit opačným směrem. O letním slunovratu ve středních zeměpisných šířkách je slunce na nebi nejvýše, začne se vracet na nižší trajektorie a dny se začnou zkracovat, o zimním slunovratu je slunce naopak nejníže a dny se začnou prodlužovat. 

## Charakteristiky
Slunovraty mají vztah k náklonu zemské osy od roviny oběhu Země okolo Slunce, nikoli se vzdáleností Země od Slunce, jak se často věří (srovnej s aféliem a perihéliem).
Jiné definice slunovratu:
- jsou to okamžiky, kdy Slunce dosáhne nejsevernějšího nebo nejjižnějšího bodu své pomyslné dráhy, tzv. obratníků Raka (sever) nebo Kozoroha (jih)
- nastávají, když den je nejdelší nebo nejkratší (platí pro zeměpisnou šířku, kde se nachází Česko, neplatí třeba pro póly nebo území mezi obratníky)
- nastávají ve dnech, kdy Slunce vystoupí v poledne nejvýše resp. nejníže (neplatí pro území mezi obratníky)
- nastávají ve dnech, kdy je úhel střed Slunce – střed Země – geografický (severní či jižní) pól největší

Data letního a zimního slunovratu jsou pro severní a jižní polokouli opačná. Čistě teoreticky, dobu trvání mezi slunovraty ovlivňuje i precese zemské osy, ale tento vliv je vzhledem k tomu, jak je pomalý, prakticky zanedbatelný.
Slunovraty spolu s rovnodenností rozdělují rok na tzv. čtyři roční období, z nichž každé trvá přibližně 91 dní.

## Oslavy slunovratů
Slunovraty jsou předmětem oslav po celém světě, nezávisle na kulturách v té které oblasti, mající kořeny v dávné minulosti. Důvodem oslav zimního slunovratu bylo vítání delšího dne (delší doby během dne, po kterou svítí Slunce), ústup zimy a sněhu a příchod tepla, lepších podmínek pro růst zemědělských plodin potažmo více úrody a jídla. Různé kultury si tyto cykly vysvětlovaly jako přízeň bohů [zdroj?] a odpovídajícím způsobem je oslavovaly.
Ve Finsku se v den letního slunovratu slaví od roku 1934 den vlajky.

## Popis slunovratů

### Letní slunovrat
- na jižní polokouli je zimní slunovrat
- Nastává obvykle 20. či 21. června.
- Vzácně může být i 22. června (poslední výskyt roku 1975, příští výskyt 2203) nebo 19. června (příští výskyt 2487, naposledy roku 775, ale to bylo dle Juliánského kalendáře, v Gregoriánském tato skutečnost nenastala)
- Na rovníku Slunce vychází asi 24° severně (nalevo) od východu. Potom jde po severní obloze, kde v poledne dosáhne maximální výšky 66°33' a zapadne 24° severně (napravo) od západu.
- Na obratníku Raka Slunce vychází asi 26° severně (nalevo) od východu. Během dne dosáhne zenitu. Večer zapadá asi 26° severně (napravo) od západu.
- Na obratníku Kozoroha Slunce vychází asi 26° severně (nalevo) od východu. Ve dne přechází přes severní oblohu, kde v poledne dosáhne výšky až 43°06'. Večer zapadá asi 26° severně (napravo) od západu.
- Na severním polárním kruhu se geometrický střed Slunce o půlnoci dotkne ideálního horizontu (shora), v důsledku atmosférické refrakce je však obraz Slunce výše.
- Na jižním polárním kruhu se geometrický střed Slunce v poledne dotkne ideálního horizontu (zdola), v důsledku atmosférické refrakce však východ Slunce nastává asi hodinu před polednem.[3]
- Na severním pólu je Slunce po celý den ve výšce +23°27' (nad horizontem) – probíhá polární den.
- Na jižním pólu je Slunce po celý den ve výšce −23°27' (pod horizontem) – probíhá polární noc.

### Zimní slunovrat
- na jižní polokouli je letní slunovrat
- Nastává obvykle 21. či 22. prosince.
- Vzácně může být i 20. prosince (poslední výskyt roku 1697, příští výskyt 2080) nebo 23. prosince (poslední výskyt roku 1903, příští výskyt 2303).[4]
- Na rovníku Slunce vychází asi 24° jižně (napravo) od východu. Potom jde po jižní obloze, kde v poledne dosáhne maximální výšky 66°33' a zapadne 24° jižně (nalevo) od západu.
- Na obratníku Raka Slunce vychází asi 26° jižně (napravo) od východu. Ve dne přechází přes jižní oblohu, kde v poledne dosáhne výšky až 43°06'. Večer zapadá asi 26° jižně (nalevo) od západu.
- Na obratníku Kozoroha Slunce vychází asi 26° jižně (napravo) od východu. Během dne dosáhne zenitu. Večer zapadá asi 26° jižně (nalevo) od západu.
- Na severním polárním kruhu se geometrický střed Slunce v poledne dotkne ideálního horizontu (zdola), v důsledku atmosférické refrakce však východ Slunce nastává asi hodinu před polednem.[3]
- Na jižním polárním kruhu se geometrický střed Slunce o půlnoci dotkne ideálního horizontu (shora), v důsledku atmosférické refrakce je však obraz Slunce výše.
- Na severním pólu je Slunce po celý den ve výšce −23°27' (pod horizontem) – probíhá polární noc.
- Na jižním pólu je Slunce po celý den ve výšce +23°27' (nad horizontem) – probíhá polární den.

## Data slunovratů podle roku
| Rok  | Letní                | Zimní                  |
| ---- | -------------------- | ---------------------- |
| 2010 | 21. června, 11:28 UT | 21. prosince, 23:38 UT |
| 2011 | 21. června, 17:16 UT | 22. prosince, 05:30 UT |
| 2012 | 20. června, 23:09 UT | 21. prosince, 11:12 UT |
| 2013 | 21. června, 05:04 UT | 21. prosince, 17:11 UT |
| 2014 | 21. června, 10:51 UT | 21. prosince, 23:03 UT |
| 2015 | 21. června, 16:38 UT | 22. prosince, 04:48 UT |
| 2016 | 20. června, 22:34 UT | 21. prosince, 10:44 UT |
| 2017 | 21. června, 04:24 UT | 21. prosince, 16:28 UT |
| 2018 | 21. června, 10:07 UT | 21. prosince, 22:23 UT |
| 2019 | 21. června, 15:54 UT | 22. prosince, 04:19 UT |
| 2020 | 20. června, 21:44 UT | 21. prosince, 10:02 UT |
| 2021 | 21. června, 03:32 UT | 21. prosince, 15:59 UT |
| 2022 | 21. června, 09:14 UT | 21. prosince, 21:48 UT |
| 2023 | 21. června, 14:58 UT | 22. prosince, 03:27 UT |
| 2024 | 20. června, 20:51 UT | 21. prosince, 09:20 UT |
| 2025 | 21. června, 02:42 UT | 21. prosince, 15:03 UT |
| 2026 | 21. června, 08:24 UT | 21. prosince, 20:50 UT |
| 2027 | 21. června, 14:11 UT | 22. prosince, 02:42 UT |
| 2028 | 20. června, 20:02 UT | 21. prosince, 08:20 UT |
| 2029 | 21. června, 01:48 UT | 21. prosince, 14:14 UT |
| 2030 | 21. června, 07:31 UT | 21. prosince, 20:09 UT |